# Menego
Menego – wspomnienie Cypriana Kamila Norwida z 1843 roku dotyczące jego ostatniego spaceru weneckimi uliczkami z malarzem Tytusem Byczkowskim.

## Charakterystyka
Norwid opatrzył tytuł utworu dopiskiem: Wyjątek z pamiętnika. Utwór stanowi wierny zapis ostatniej przechadzki autora po Wenecji, w kwietniu 1843 z zaprzyjaźnionym ze sobą Tytusem Byczkowskim, malarzem z Mińska. Spacer obydwu artystów rozpoczął się na Riva degli Schiavoni, którą doszli do Molo, mając po lewej stronie szeroki kanał świętego Marka pełen łodzi i statków przybyłych z Dalmacji, a po prawej ciąg pałaców i budynków hotelowych. Podczas spaceru przeszli przez dwa mosty i wyszli przy wschodnim narożniku Pałacu Dożów. Zatrzymali się przed rzeźbą przedstawiającą Sema i Jafeta okrywających nagość Noego. Idąc wzdłuż ściany pałacu przyglądali się szczegółowo rzeźbionym kapitelom. Przy drugim narożniku poświęcili chwilę postaciom Adama i Ewy. Przeszli przez Piazzettę, mijając zabytkowy budynek starej mennicy i udali się do pod arkady Nowych Prokuracji, gdzie mieściła się ulubiona kawiarnia Byczkowskiego. Tam odbyła się rozmowa, która dostarczyła tytułu utworowi. Samobójstwo Byczkowskiego świadomie opisał Norwid w sposób bezbarwny i lakoniczny. Faktycznie, pod wpływem depresji, związanej z obawą utraty wzroku, artysta wybrał się na Lido w celu wyraźnie samobójczym. Podciął sobie gardło brzytwą, po czym rzucił się w wodę i utonął. Jego zwłoki wyrzuciła po kilku dniach woda, nadgryzione przez ryby. Tekst utworu ukazał się w 139 numerze Gońca Polskiego z 1850. 
Menego stanowi anegdotyczny i filozoficzny zalążek Czarnych kwiatów. Pojawiają się już w nim motywy podświadomego przeczucia śmierci oraz symboliczne znaki tych przeczuć. W odróżnieniu od Czarnych kwiatów ostatnie słowa Byczkowskiego zostały jednak rzucone na o wiele obszerniejsze tło, z które Norwid zrezygnował w późniejszym utworze w związku z wprowadzeniem innej koncepcji artystycznej.

## Treść
Wiosną 1843 Norwid spacerował wzdłuż Riva degli Schiavoni z B. Gdy schodzili z ostatniego mostku B. zwrócił uwagę towarzysza na bogactwo inwencji kapiteli na Pałacu Dożów. Norwid wyraził przypuszczenie, że liczne postaci na kapitelach musiał tworzyć rzeźbiarz wedle natchnienia, rozmyślając o swym patronie, albo o Adamie i Ewie, albo o jakimś kupcu. B. był również zdania, że nikt planów szczegółowych wówczas nie kreślił, co widać po prostocie planów budowli. Norwid stwierdził, że nie trzeba było planów, bo nic co prawdziwie piękne nie ginie, ma bowiem w sobie iskrę nieśmiertelności, miłość. Nic w ogóle nie ginie, co zostało poczęte z miłości.

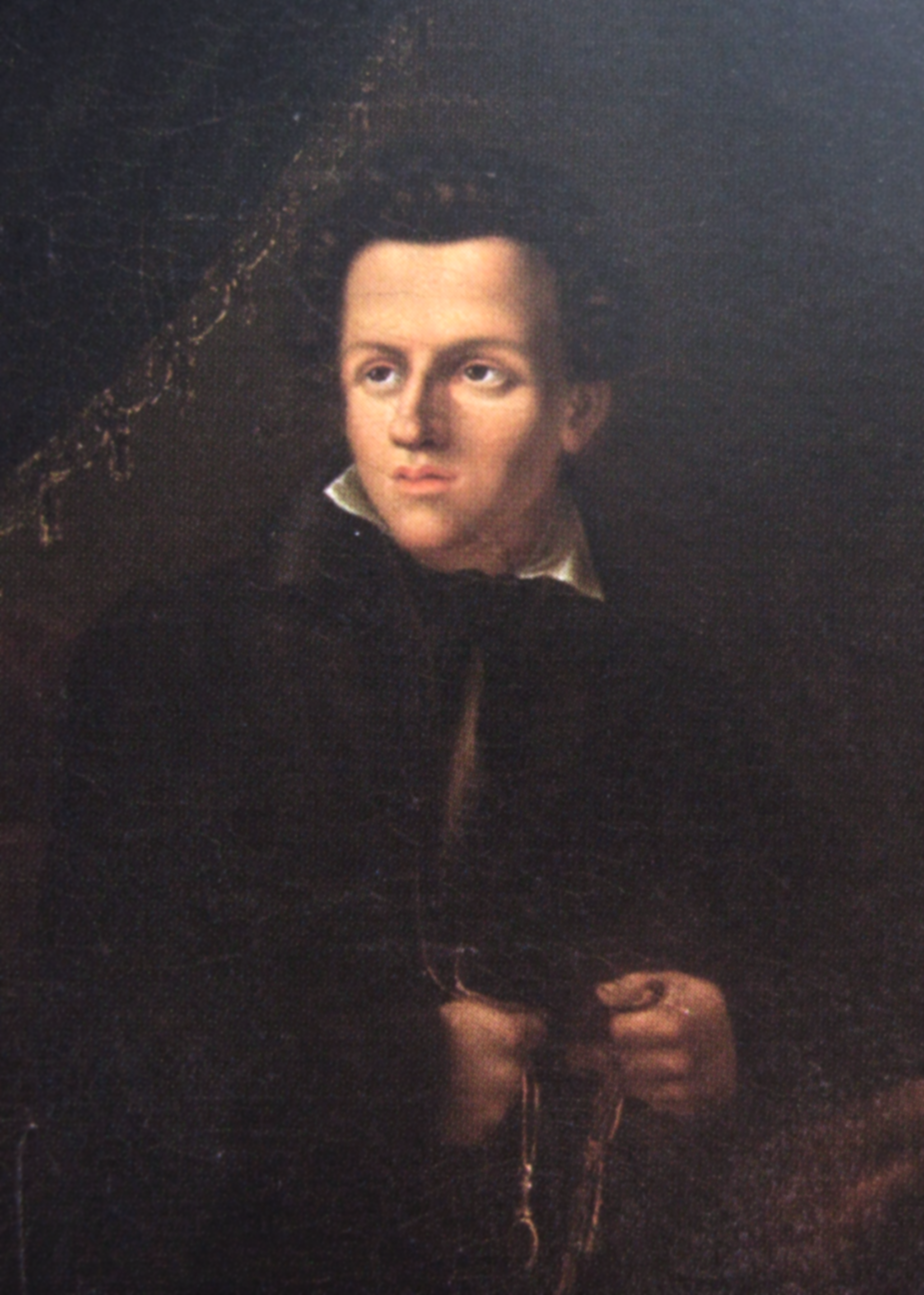
Portret Juliusza Słowackiego. T. Byczkowski. 1831.

Z placu świętego Marka udali się do ulubionej kawiarni B. Był tam chłopiec, Dominik, którego imię B. zdrabniał, wołając go: Menego. B. miał około sześćdziesięciu lat, talentu niewielkiego, odznaczał się miłością do sztuki i pracowitością. B. wspomniał, że gdy z Corneliusem malował w Monachium Sąd ostateczny, gdzie był wyobrażony Herod, wszedł do kościoła imperator rosyjski ze świtą. Malującym przeszło wtedy przez głowę, że dawni mistrzowie brali wzory z życia. Zapytany nad czym teraz pracuje, odparł, że trochę komponuje i że zaczął malować mały obraz przedstawiający rybaka z dziećmi, żebrzącego za pomocą złowionej, pustej, muszli. Zawołał chłopca, ale źle zaakcentował i powiedział: me nego (topię się).
Następnego dnia Norwid otrzymał list, w którym B. zawiadamiał, że z powodu niespodziewanego wyjazdu hrabiostwa, z którymi podróżuje, musi opuścić Wenecję. Proponował, by się pożegnali nazajutrz na Lido. Przesyłał na pamiątkę chusteczkę, którą mu podarował Słowacki. Kiedy Norwid zjawił się na Lido, spotkał gondoliera, policjanta i dwie damy nad garstką bielizny. B. powiedział gondolierowi, że chce zażyć kąpieli i za głęboko popłynął. Ma grób na Lido.